# تریتون (اسطوره)
تریتون (به یونانی: Τριτων) در اساطیر یونان پسر پوزئیدون و آمفیتریت پیام‌آور آب‌های پهناور است که به همراه آن‌ها در کاخی طلایی در اعماق دریا زندگی می‌نمود. او به شکل یک مردماهی می‌ماند و دارای بالاتنه‌ای به شکل انسان و دمی همانند ماهی بود و در برخی تفاسیر دارای پاهایی به شکل سم اسب و شانه‌هایش از صدف پوشیده شده بودند.
او سوار بر اسب‌ها و هیولاهای دریایی بر روی امواج دریا حرکت می‌نمود و یک صدف حلزونی شکل با خود حمل می‌کرد که به وسیلهٔ آن ضرباتی محکم و آرام به امواج دریا وارد می‌ساخت، تا آن‌ها را آرام سازد.